# Niels Wilhelm Gade

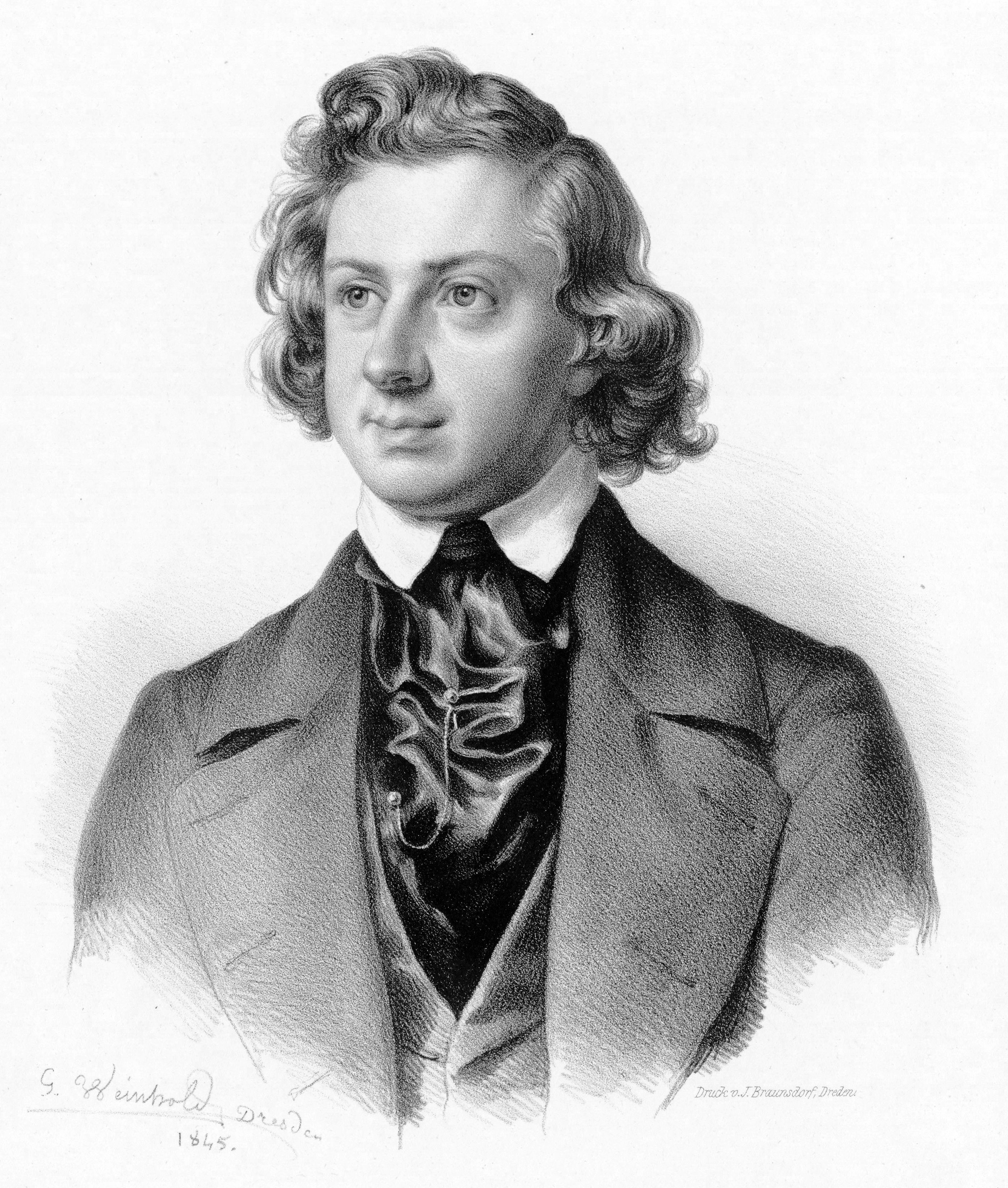
Niels Wilhelm Gade, Lithographie von Johann Georg Weinhold, 1845

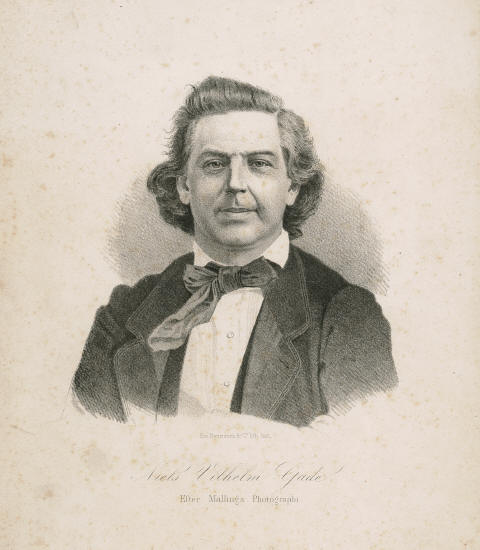
Niels Wilhelm Gade

Niels Wilhelm Gade ([ˈg̊ɑːðə]; * 22. Februar 1817 in Kopenhagen; † 21. Dezember 1890 ebenda) war ein dänischer Komponist und Dirigent.

## Leben
Gades musikalische Laufbahn begann als Violinist an der königlichen Kapelle in Kopenhagen. Gleichzeitig studierte er privat bei Andreas Peter Berggreen Komposition. Seine später als op. 1 erschienene Ouvertüre Nachklänge von Ossian gewann 1841 einen vom Kopenhagener Musikverein ausgeschriebenen Preis. Kurz danach komponierte er zu August Bournonvilles Ballett Napoli (1842) die Musik zum 2. Akt; die übrige Musik schufen Edvard Helsted, Holger Simon Paulli und H. C. Lumbye.
1843 ging er mit einem königlichen Stipendium zu seiner weiteren Ausbildung nach Leipzig, wo Felix Mendelssohn Bartholdy sein Mentor wurde. Durch dessen Vermittlung konnte er im Leipziger Gewandhaus seine Ossian-Ouvertüre und zwei Sinfonien, in c-Moll und in E-Dur, zur Aufführung bringen. Für die Saison 1844/45 übernahm er die Leitung der Gewandhauskonzerte, die er im folgenden Winter abwechselnd mit Mendelssohn ausübte. Nach dessen Tod leitete Gade das Orchester wieder allein.
Im Frühling 1848 ließ er sich mit Ausbruch des Schleswig-Holsteinischen Kriegs bleibend in Kopenhagen nieder, erhielt hier eine Anstellung als Organist nebst dem Titel eines Professors und übernahm zugleich – bis zu seinem Tod 40 Jahre später – die Leitung des Kopenhagener Musikvereins, der in den Wintermonaten regelmäßig Konzerte veranstaltete. 1861 wurde er zum Hofkapellmeister ernannt. 1867 begründete er gemeinsam mit seinem Schwiegervater, dem Komponisten Johann Peter Emilius Hartmann, das Kopenhagener Konservatorium (Det Kongelige Danske Musikkonservatorium).
Gade war Anreger einiger Frühwerke Edvard Griegs, unter anderem von dessen erster Sinfonie in c-Moll.

## Werk
Gade begann seine Komponistenlaufbahn mit Werken in einem national geprägten Stil: Er ließ sich durch nordische Literatur inspirieren und neigte zu nordisch-volksliedhafter Melodik. Am deutlichsten ausgeprägt ist dies in seiner Ossian-Ouvertüre und seiner ersten Sinfonie.
Die Ossian-Ouvertüre machte ihn schlagartig bekannt, als er mit ihr einen Kompositionswettbewerb gewann, den der Kopenhagener Musikverein veranstaltete. 
Die erste Sinfonie wurde in Leipzig uraufgeführt (dirigiert von Felix Mendelssohn Bartholdy; die Sinfonie ist von Mendelssohns Kompositionen beeinflusst); sie hatte viel Erfolg und fand in Robert Schumann einen begeisterten Fürsprecher. Nach den Leipziger Jahren (von 1843 bis 1848) veränderte sich sein Personalstil und wurde mehr kontinental geprägt, was ihm von der dänischen Musikrezeption und nicht zuletzt von seinem norwegischen Kollegen Edvard Grieg gelegentlich vorgeworfen wurde.
Ein gängiges Vorurteil über Gade lautet, seine späten Werke zeichneten sich durch klassische Ausgeglichenheit und die Vermeidung dramatischer Konflikte aus. Die fünfte und achte Sinfonie zeigen jedoch auch andere Charakterzüge. Eigenwillig in der fünften Sinfonie ist schon die Verwendung des Klaviers im Orchestersatz.
Weniger ausgeprägt erscheint das nationale Element in seinen Vokalwerken, den Kantaten Comala, Erlkönigs Tochter, Frühlingsbotschaft, Die Kreuzfahrer und anderen. Bemerkenswert ist die Kantate Baldurs Traum, in der sich Gade der Tonsprache Richard Wagners nähert.
Ein vollständiges, thematisches Verzeichnis der Werke Gades erschien 2019.

### Kammermusik
- Scherzo cis-moll für Klavierquartett (1836)
- Streichquartett-Satz a-moll (1836)
- Quintett für 2 Violinen, Viola und 2 Violoncelli f-moll (1837)
- Klaviertrio B-Dur, unvoll. (1839)[3]
- Streichquartett F-Dur, unvoll. (1840)
- Sonate für Violine und Klavier A-Dur op. 6 (1842)
- Quintett für 2 Violinen, 2 Violen und Violoncello e-moll op. 8 (1845)
- Oktett für 4 Violinen, 2 Violen und 2 Violoncelli F-Dur op. 17 (1848–1849)
- Sonate für Violine und Klavier d-moll op. 21 (1849)
- Streichquartett f-moll (1851)
- Novelletten für Klaviertrio op. 29 (1853)
- Klaviertrio F-Dur op. 42 (1862–1863)
- Streichsextett Es-Dur op. 44 (1863–1864)
- Fantasiestücke für Klarinette und Klavier op. 43 (1864), früher mit 1843 angegeben.[4]
- Streichquartett e-moll (1877, rev. 1889)
- Sonate für Violine und Klavier Nr. in B-Dur op. 59 (1885), Wilma Neruda gewidmet
- Folkedanse für Violine und Klavier op. 62 (1886)
- Streichquartett D-Dur op. 63 (1887–1889)

### Orchestermusik (Auswahl)
- Efterklange af Ossian op. 1 (Nachklänge von Ossian, Ouvertüre, 1840)
- Sinfonie Nr. 1 c-Moll, op. 5 (1842)
- Sinfonie Nr. 2 E-Dur, op. 10 (1843)
- Sinfonie Nr. 3 a-Moll, op. 15 (1847)
- Sinfonie Nr. 4 B-Dur, op. 20 (1850)
- Sinfonie Nr. 5 d-Moll mit Klavier, op. 25 (1852)
- Sinfonie Nr. 6 g-Moll, op. 32 (1857)
- Hamlet op. 37 (Konzertouvertüre, 1861)
- Sinfonie Nr. 7 F-Dur, op. 45 (1865)
- Sinfonie Nr. 8 h-Moll, op. 47 (1871)
- Capriccio für Violine und Orchester (1878)
- En sommerdag paa landet op. 55 (Ein Sommertag auf dem Lande, Orchestersuite, 1879)
- Konzert für Violine und Orchester d-Moll op. 56 (1880),[5] Wilma Neruda gewidmet
- Holbergiana op. 61 (Orchestersuite, 1884)

### Dramatische Werke und Kantaten (Auswahl)
- Alladin (Bühnenmusik, 1839)
- Agnete og havmanden (Agnethe und der Wassermann, Bühnenmusik, 1838–1842, zum Schauspiel von Hans Christian Andersen)
- Siegfried und Brunhilde (Oper, Fragment, 1847, Libretto: Louise Otto-Peters)
- Elverskud (Erlkönigs Tochter, Kantate, 1853, Text: Christian Molbech)
- Baldurs drøm (Baldurs Traum, Kantate, 1858, Text: Adolph Hertz)
- Foraars Budskab (Frühlingsbotschaft, Kantate, 1858, Text: Emanuel Geibel)
- Korsfarerne (Die Kreuzfahrer, Kantate, 1865–1866, Text: Carl Andersen)
- Psyche (Kantate, 1880–1881, Text: Carl Andersen)
- Der Strom (Kantate nach Mahomet von Voltaire in der Übersetzung von Johann Wolfgang von Goethe, 1889)

### Klaviermusik (Auswahl)
- Sonate e-Moll op. 28(1840, rev. 1854)
- Aquarelle und Neue Aquarelle (1850, 1881)
- Folkedandse (Volkstänze, 1855)
- Fantasistykker (Fantasiestücke, 1862)

### Orgelmusik (Auswahl)
- Drei Tonstücke op. 22 (1851)
- Trauermarsch
- Andante con moto d-moll
- Andante g-Moll
- Festliches Präludium für Orgel, Trompete und Posaune über den Choral Lobet den Herren (Neuausgabe Sonat-Verlag, Kleinmachnow 2015)
- Drei Choralvorspiele (eines über Wie schön leuchtet der Morgenstern und zwei über Wer nur den lieben Gott lässt walten)
- Variationen über die Partita Sey gegrüsset Jesu gütig von Johann Sebastian Bach (BWV 768) für Orgel zu vier Händen (1859)